# Damià Campeny i Estrany
Damià Campeny i Estrany (Mataró, 12 d'abril de 1771 - Sant Gervasi de Cassoles, 7 de juliol de 1855) fou un escultor català.
Va néixer el 12 d'abril de 1771 al carrer Pujol, 39, de la ciutat de Mataró, sent fill del sabater Andreu Campeny i Muntarell i de Casilda Campeny i Estrany. Va cursar els estudis elementals a la seva ciutat natal, molt possiblement als Escolapis de Santa Anna. Posteriorment, va estudiar a l'Escola de la Llotja de Barcelona, de la qual més tard en seria professor i director de la secció d'escultura. Va treballar al taller de l'escultor Salvador Gurri i Corominas i posteriorment al de Nicolau Travé. Obrí el seu propi taller, on va realitzar encàrrecs per a parròquies barcelonines, com Sant Vicenç i Sant Jaume i per a la Cartoixa de Montalegre el Sant Bru.
L'any 1797 guanyà una pensió de la Junta de Comerç per anar a Roma, on conegué l'escultor Antoni Canova, i hi visqué durant divuit anys durant els quals treballà al taller del Vaticà i hi realitzà obres com Hèrcules Farnesi i Neptú. Envià tot un seguit d'escultures a la Junta de Comerç.
Tornà a Barcelona on compaginà la labor de professor a la Llotja, on va tenir entre els seus deixebles a Domènec Talarn i Ribot, amb la realització d'obres creatives. Fou un dels primers acadèmics de l'ara anomenada Reial Acadèmia Catalana de Belles Arts de Sant Jordi (1850).
Ferran VII el distingí amb el títol d'escultor de cambra del Rei; nomenat acadèmic de Sant Ferran a Madrid, hom li oferí una plaça de professor, que no acceptà. Fou acadèmic també de l'Escola de Sant Lluís, a Saragossa i de la Reial Acadèmia de Belles Arts de Sant Carles, de València.
Immers en la pobresa, morí el 7 de juliol de 1855 al municipi de Sant Gervasi de Cassoles, situat al Pla de Barcelona, a causa d'una disenteria senil.
És, amb Antoni Solà, l'escultor català més important del Neoclassicisme. A Catalunya es pot trobar obra seva al MNAC, a la Reial Acadèmia Catalana de Belles Arts de Sant Jordi i a la Biblioteca Museu Víctor Balaguer de Vilanova i la Geltrú, entre d'altres.

## Obres destacades
- Diana y les seves ninfes sorpresses al bany per Acteó 1798-1799. Real Academia Catalana de Bellas Artes de San Jorge. Barcelona
- Sacrifici de Cal·lírroe 1805-1808. Depositat per la Real Academia de Bellas Artes de San Fernando a la Reial Acadèmia Catalana de Belles Arts de Sant Jordi. Barcelona
- Eros de Centocelle (còpia) 1805-1808. Reial Acadèmia Catalana de Belles Arts de Sant Jordi. Barcelona
- Talia 1805-1808. Reial Acadèmia Catalana de Belles Arts de Sant Jordi. Barcelona
- Vestal o Níobe c.1810. Reial Acadèmia Catalana de Belles Arts de Sant Jordi. Barcelona
- La Clemència o la Pau 1827. Reial Acadèmia Catalana de Belles Arts de Sant Jordi. Barcelona
- El centaure Nessos i Deianira 1836. Reial Acadèmia Catalana de Belles Arts de Sant Jordi. Barcelona
- Almogàver matant un cavaller francès 1836. Reial Acadèmia Catalana de Belles Arts de Sant Jordi. Barcelona
- Aquil·les arrencant-se la sageta 1837. Reial Acadèmia Catalana de Belles Arts de Sant Jordi. Barcelona
- Diana en el bany 1803. Acadèmia de San Fernando. Madrid
- Lucrècia 1804. Versió al Museu Nacional d'Art de Catalunya. Barcelona
- Lucrècia 1804. Versió a la Biblioteca Museu Víctor Balaguer. Vilanova i la Geltrú
- La mort de Cleopatra 1804-1810 Museu Nacional d'Art de Catalunya. Barcelona
- Centre de taula 1805. Parma (Itàlia)
- Flora 1825. Reial Acadèmia Catalana de Belles Arts de Sant Jordi. Barcelona
- La Fe conjugal 1810. Barcelona
- Misteri Processional del Gremi de Tenders Revenedors, 1816[4]
- Font del Vell 1818. Barcelona
- Font de Neptú 1832. Igualada
- Neptú 1830-1832 Biblioteca Museu Víctor Balaguer. Vilanova i la Geltrú
- Monument a Galceran Marquet 1851. Plaça del Duc de Medinacel·li, a Barcelona[5]

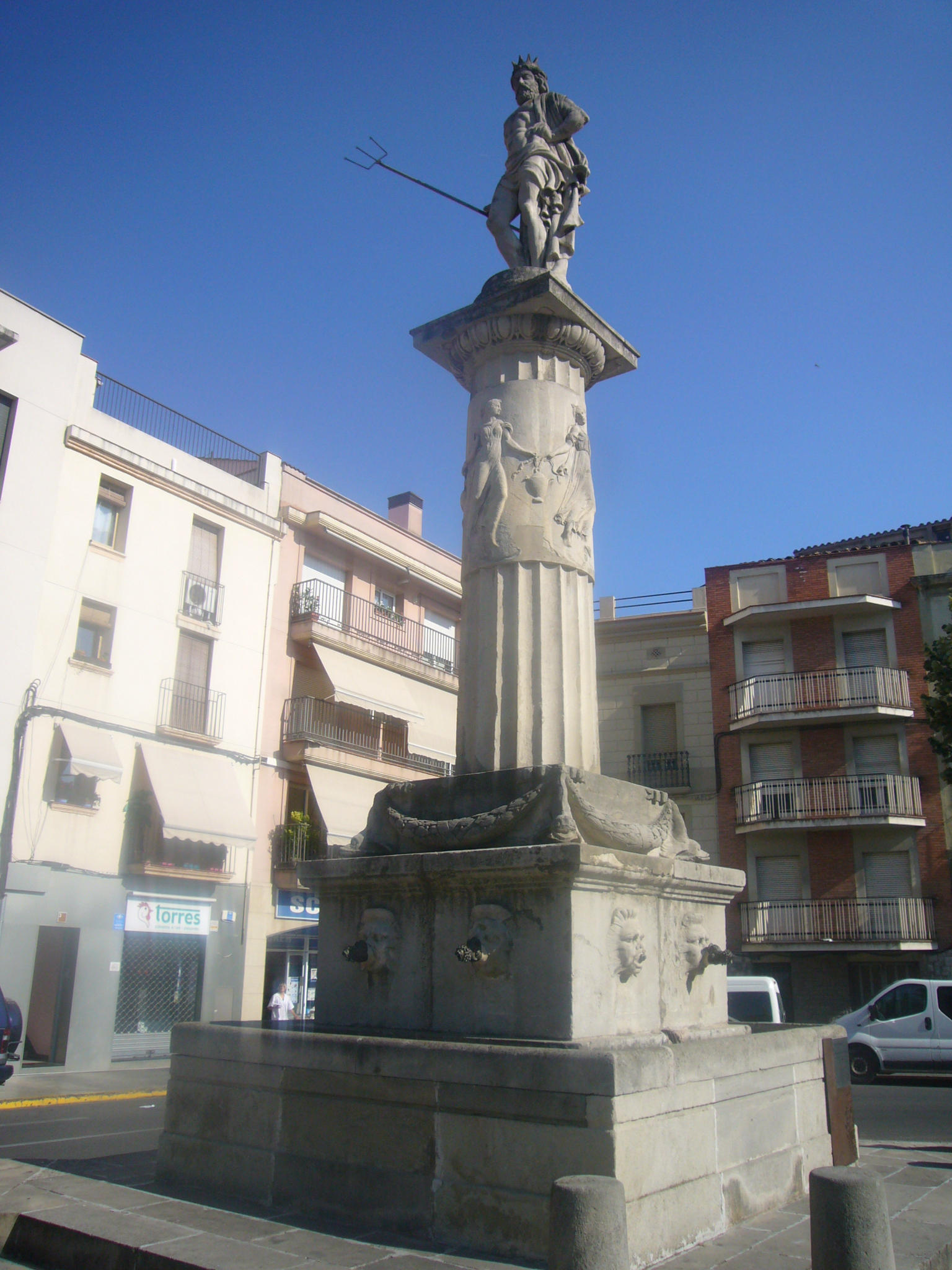
Font de Neptú, a Igualada (1832)
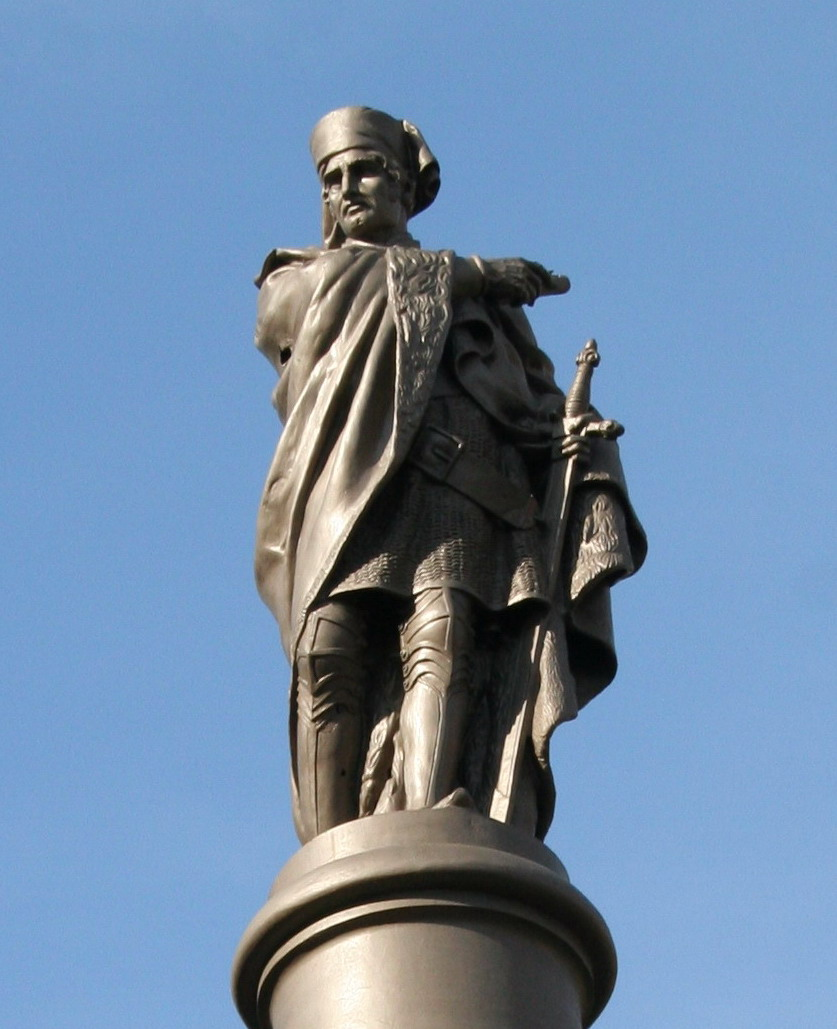
Monument a Galzeran Marquet, Barcelona (1851), atribuïda en principi a Damià Campeny.
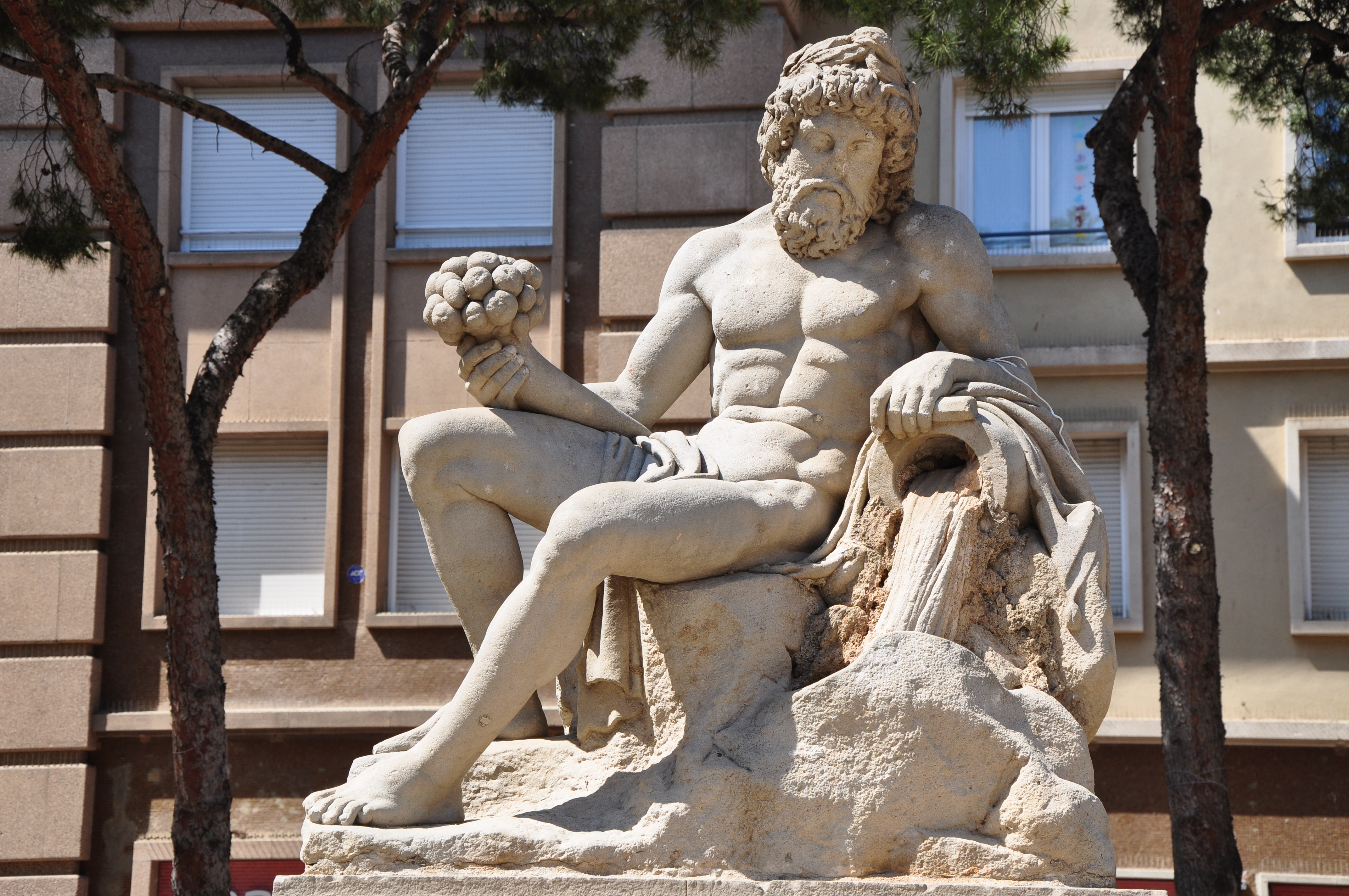
Font del Vell, Barcelona (1818).
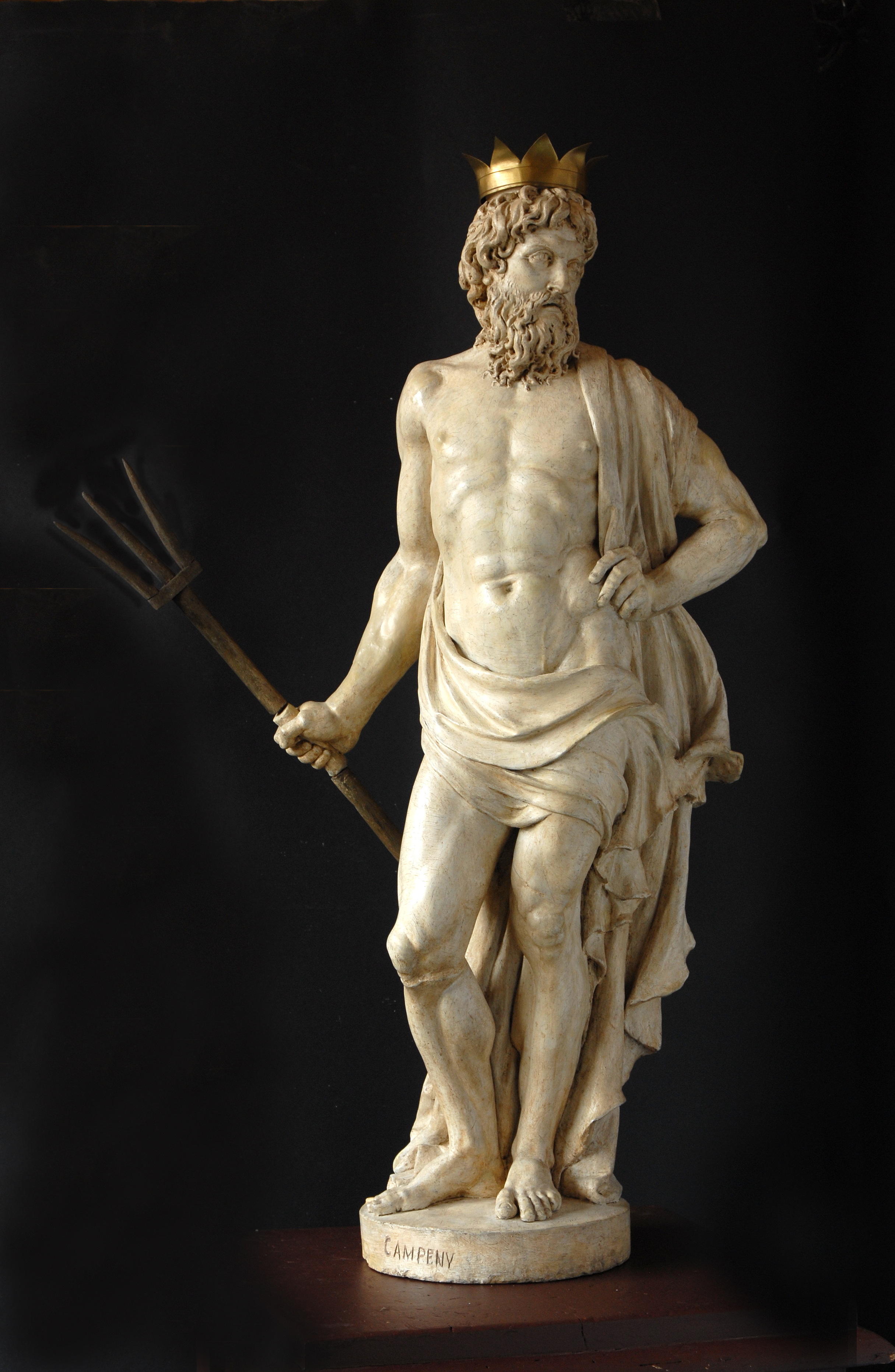
Neptú, Biblioteca Museu Víctor Balaguer
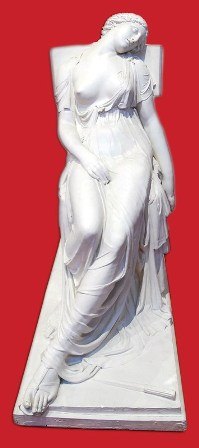
Lucrècia, Biblioteca Museu Víctor Balaguer

## Premis i reconeixements
Un retrat seu forma part de la Galeria de Catalans Il·lustres de l'Ajuntament de Barcelona. El 1999 se li va dedicar una exposició al Museu Frederic Marès.